# گیلزویل (جورجیا)
گیلزویل، جورجیا (به انگلیسی: Gillsville, Georgia) یک شهر در ایالات متحده آمریکا با جمعیت ۲۳۵ نفر است که در جورجیا واقع شده‌است.

## موقعیت جغرافیایی
موقعیت جغرافیایی شهرها و مناطق اطراف به شرح زیر است: